# Вольфурт
Вольфурт (нім. Wolfurt) — ярмаркове містечко та громада округу Брегенц в землі Форарльберг, Австрія. Вольфурт лежить на висоті 434 м над рівнем моря і займає площу 10 км². Громада налічує 8173 мешканців. Густота населення 817/км².
Громада лежить в районі, який носить назву Брегенцький ліс (нім. Bregenzerwald). Неподалік розкинулося Боденське озеро. Через містечко протікає річка Брезенцер Ах. Населення Форальбергу розмовляє алеманським діалектом німецької мови, а тому ближче до швейцарців, ніж до населення більшої частини Австрії, яке розмовляє баварсько-австрійським діалектом.
У місті є залізнична станція.
|                                   |
| Вольфурт на мапі округу та землі. |

Адреса управління громади: Schulstraße 1, 6922, 6960 (Wolfurt-Bahnhof) Wolfurt.

## Демографія
Історична динаміка населення міста за даними сайту Statistik Austria

## Уродженці
- Лоренц Белер (1885—1973) — австрійський травматолог, доктор медицини, професор.